# Pugacsovi járás

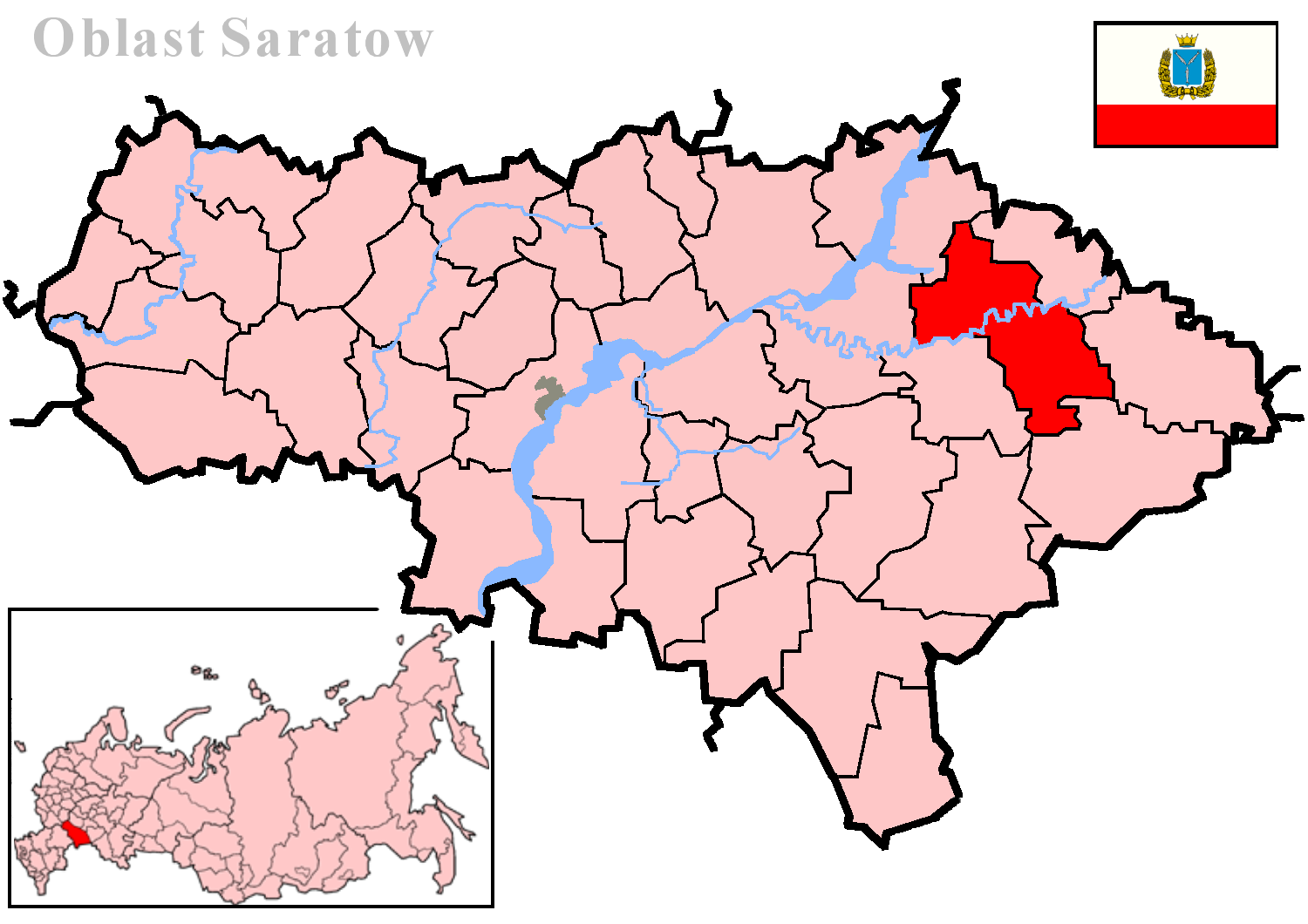
A Pugacsovi járás a Szaratovi területen

A Pugacsovi járás (oroszul Пугачёвский муниципальный район) Oroszország egyik járása a Szaratovi területen. Székhelye Pugacsov.

## Népesség
- 1989-ben 24 510 lakosa volt.
- 2002-ben 23 574 lakosa volt.
- 2010-ben 61 738 lakosa volt, melyből 51 850 orosz, 2 965 tatár, 1 877 kazah, 596 ukrán, 570 baskír, 519 örmény, 451 cigány, 383 csuvas, 382 azeri, 197 mari, 133 fehérorosz, 129 lezg, 97 csecsen, 97 üzbég, 95 moldáv, 72 tadzsik, 70 német, 61 mordvin, 60 udmurt stb. A számok magukba foglalják a város adatait is.

## Híres szülöttei
- Hagyija Lutfullovna Davletsina, baskír írónő